# Lista över kinesträdsväxternas släkten
Detta är en lista över släkten i familjen kinesträdsväxter alfabetiskt ordnad efter de vetenskapliga namnen. Tidigare ingick Aesculus, Billia och Handeliodendron i hästkastanjeväxterna (Hippocastanaceae) och Acer och Dipteronia i lönnväxterna (Aceraceae) men dessa båda familjer ingår numera i kinesträdsväxterna enligt APG II.

## A
| Vetenskapligt namn | Auktor           | Svenskt namn        | Källa |
| ------------------ | ---------------- | ------------------- | ----- |
| Acer               | L.               | lönnsläktet         | NRM   |
| Aesculus           | L.               | hästkastanjesläktet | NRM   |
| Alectryon          | Gaertn.          |                     | ITIS  |
| Allophylus         | L.               |                     | ITIS  |
| Allosanthus        | Radlk.           |                     | IPNI  |
| Amesiodendron      | Hu               |                     | IPNI  |
| Aporrhiza          | Radlk.           |                     | IPNI  |
| Arfeuillea         | Pierre ex Radlk. |                     | IPNI  |
| Arytera            | Blume            |                     | IPNI  |
| Atalaya            | Blume            |                     | IPNI  |
| Athyana            | Radlk.           |                     | IPNI  |
| Averrhoidium       | Baill.           |                     | IPNI  |

## B
| Vetenskapligt namn | Auktor              | Svenskt namn | Källa |
| ------------------ | ------------------- | ------------ | ----- |
| Beguea             | Capuron             |              | IPNI  |
| Billia             | Peyr.               |              | IPNI  |
| Bizonula           | Pellegr.            |              | IPNI  |
| Blighia            | Koenig              | akisläktet   | ITIS  |
| Blighiopsis        | Van der Veken       |              | IPNI  |
| Blomia             | Miranda             |              | IPNI  |
| Bridgesia          | Bertero ex Cambess. |              | IPNI  |

## C
| Vetenskapligt namn | Auktor        | Svenskt namn        | Källa |
| ------------------ | ------------- | ------------------- | ----- |
| Camptolepis        | Radlk.        |                     | IPNI  |
| Cardiospermum      | L.            | ballongrankesläktet | NRM   |
| Castanospora       | F.Muell.      |                     | IPNI  |
| Chonopetalum       | Radlk.        |                     | IPNI  |
| Chouxia            | Capuron       |                     | IPNI  |
| Chytranthus        | Hook.f.       |                     | IPNI  |
| Conchopetalum      | Radlk.        |                     | IPNI  |
| Cossinia           | Comm. ex Lam. |                     | IPNI  |
| Cubilia            | Blume         |                     | IPNI  |
| Cupania            | L.            |                     | ITIS  |
| Cupaniopsis        | Radlk.        |                     | ITIS  |

## D
| Vetenskapligt namn | Auktor                          | Svenskt namn        | Källa |
| ------------------ | ------------------------------- | ------------------- | ----- |
| Deinbollia         | Schumach.&Thonn.                |                     | IPNI  |
| Delavaya           | Franch.                         |                     | IPNI  |
| Diatenopteryx      | Radlk.                          |                     | IPNI  |
| Dictyoneura        | Blume                           |                     | IPNI  |
| Dilodendron        | Radlk.                          |                     | IPNI  |
| Dimocarpus         | Lour.                           | Longansläktet       | SKUD  |
| Diploglottis       | Hook.f.                         |                     | IPNI  |
| Diplokeleba        | N.E.Br.                         |                     | IPNI  |
| Diplopeltis        | Endl.                           |                     | IPNI  |
| Dipteronia         | Oliv.                           |                     | IPNI  |
| Distichostemon     | F.Muell.                        |                     | IPNI  |
| Dodonaea           | Mill.                           | Trevingebusksläktet | SKUD  |
| Doratoxylon        | Thou.sec.Boj. ex Benth.&Hook.f. |                     | IPNI  |

## E
| Vetenskapligt namn | Auktor         | Svenskt namn | Källa |
| ------------------ | -------------- | ------------ | ----- |
| Elattostachys      | (Blume) Radlk. |              | IPNI  |
| Eriocoelum         | Hook.f.        |              | IPNI  |
| Erythrophysa       | E.Mey.         |              | IPNI  |
| Euchorium          | Ekman&Radlk.   |              | IPNI  |
| Euphorianthus      | Radlk.         |              | IPNI  |
| Eurycorymbus       | Hand.-Mazz.    |              | IPNI  |
| Exothea            | Macfad.        |              | ITIS  |

## F
| Vetenskapligt namn | Auktor                     | Svenskt namn | Källa |
| ------------------ | -------------------------- | ------------ | ----- |
| Filicium           | Thwaites ex Benth.&Hook.f. |              | ITIS  |

## G
| Vetenskapligt namn | Auktor  | Svenskt namn | Källa |
| ------------------ | ------- | ------------ | ----- |
| Ganophyllum        | Blume   |              | IPNI  |
| Glenniea           | Hook.f. |              | IPNI  |
| Gloeocarpus        | Radlk.  |              | IPNI  |
| Gongrodiscus       | Radlk.  |              | IPNI  |
| Gongrospermum      | Radlk.  |              | IPNI  |
| Guindilia          | Gill.   |              | IPNI  |
| Guioa              | Cav.    |              | IPNI  |

## H
| Vetenskapligt namn | Auktor      | Svenskt namn | Källa |
| ------------------ | ----------- | ------------ | ----- |
| Handeliodendron    | Rehder      |              | IPNI  |
| Haplocoelum        | Radlk.      |              | IPNI  |
| Harpullia          | Roxb.       |              | ITIS  |
| Hippobromus        | Eckl.&Zeyh. |              | IPNI  |
| Hornea             | Baker       |              | IPNI  |
| Houssayanthus      | Hunz.       |              | IPNI  |
| Hypelate           | P.Br.       |              | ITIS  |
| Hypseloderma       | Radlk.      |              | IPNI  |

## J
| Vetenskapligt namn | Auktor | Svenskt namn | Källa |
| ------------------ | ------ | ------------ | ----- |
| Jagera             | Blume  |              | IPNI  |

## K
| Vetenskapligt namn | Auktor | Svenskt namn     | Källa |
| ------------------ | ------ | ---------------- | ----- |
| Koelreuteria       | Laxm.  | kinesträdsläktet | SKUD  |

## L
| Vetenskapligt namn | Auktor            | Svenskt namn  | Källa |
| ------------------ | ----------------- | ------------- | ----- |
| Laccodiscus        | Radlk.            |               | IPNI  |
| Lecaniodiscus      | Planch. ex Benth. |               | IPNI  |
| Lepiderema         | Radlk.            |               | IPNI  |
| Lepidopetalum      | Blume             |               | IPNI  |
| Lepisanthes        | Blume             |               | IPNI  |
| Litchi             | Sonn.             | litchisläktet | SKUD  |
| Llagunoa           | Ruiz&Pav.         |               | IPNI  |
| Lophostigma        | Engl.&Prantl      |               | IPNI  |
| Loxodiscus         | Hook.f.           |               | IPNI  |
| Lychnodiscus       | Radlk.            |               | IPNI  |

## M
| Vetenskapligt namn | Auktor           | Svenskt namn       | Källa |
| ------------------ | ---------------- | ------------------ | ----- |
| Macphersonia       | Blume            |                    | IPNI  |
| Magonia            | A.St.-Hil.       |                    | IPNI  |
| Majidea            | J.Kirk ex Oliver |                    | IPNI  |
| Matayba            | Aubl.            |                    | ITIS  |
| Melicoccus         | P.Browne         | honungsbärssläktet | SKUD  |
| Mischocarpus       | Blume            |                    | IPNI  |
| Molinaea           | Comm. ex Juss.   |                    | IPNI  |

## N
| Vetenskapligt namn | Auktor  | Svenskt namn    | Källa |
| ------------------ | ------- | --------------- | ----- |
| Neotina            | Capuron |                 | IPNI  |
| Nephelium          | L.      | rambutansläktet | SKUD  |

## O
| Vetenskapligt namn | Auktor | Svenskt namn | Källa |
| ------------------ | ------ | ------------ | ----- |
| Otonephelium       | Radlk. |              | IPNI  |

## P
| Vetenskapligt namn | Auktor            | Svenskt namn   | Källa |
| ------------------ | ----------------- | -------------- | ----- |
| Pancovia           | Willd.            |                | IPNI  |
| Pappea             | Eckl.&Zeyh.       |                | IPNI  |
| Paranephelium      | Miq.              |                | IPNI  |
| Paullinia          | L.                | guaranasläktet | SKUD  |
| Pavieasia          | Pierre            |                | IPNI  |
| Pentascyphus       | Radlk.            |                | IPNI  |
| Phyllotrichum      | Thorel ex Lecomte |                | IPNI  |
| Placodiscus        | Radlk.            |                | IPNI  |
| Plagioscyphus      | Radlk.            |                | IPNI  |
| Podonephelium      | Baill.            |                | IPNI  |
| Pometia            | Forst.            |                | IPNI  |
| Porocystis         | Radlk.            |                | IPNI  |
| Pseudima           | Radlk.            |                | IPNI  |
| Pseudopancovia     | Pellegr.          |                | IPNI  |
| Pseudopteris       | Baill.            |                | IPNI  |

## R
| Vetenskapligt namn | Auktor | Svenskt namn | Källa |
| ------------------ | ------ | ------------ | ----- |
| Radlkofera         | Gilg   |              | IPNI  |
| Rhysotoechia       | Radlk. |              | IPNI  |

## S
| Vetenskapligt namn | Auktor    | Svenskt namn    | Källa |
| ------------------ | --------- | --------------- | ----- |
| Sapindus           | L.        | sapindussläktet | SKUD  |
| Sarcopteryx        | Radlk.    |                 | IPNI  |
| Sarcotoechia       | Radlk.    |                 | IPNI  |
| Schleichera        | Willd.    | kussumsläktet   | SKUD  |
| Scyphonychium      | Radlk.    |                 | IPNI  |
| Serjania           | P.Mill.   |                 | ITIS  |
| Sinoradlkofera     | F.G.Meyer |                 | IPNI  |
| Sisyrolepis        | Radlk.    |                 | IPNI  |
| Smelophyllum       | Radlk.    |                 | IPNI  |
| Stadmannia         | Lam.      |                 | IPNI  |
| Stocksia           | Benth.    |                 | IPNI  |
| Storthocalyx       | Radlk.    |                 | IPNI  |
| Synima             | Radlk.    |                 | IPNI  |

## T
| Vetenskapligt namn | Auktor         | Svenskt namn | Källa |
| ------------------ | -------------- | ------------ | ----- |
| Talisia            | Aubl.          |              | ITIS  |
| Thinouia           | Planch.&Triana |              | IPNI  |
| Thouinia           | Poit.          |              | ITIS  |
| Thouinidium        | Radlk.         |              | IPNI  |
| Tina               | Blume          |              | IPNI  |
| Tinopsis           | Radlk.         |              | IPNI  |
| Toechima           | Radlk.         |              | IPNI  |
| Toulicia           | Aubl.          |              | IPNI  |
| Trigonachras       | Radlk.         |              | IPNI  |
| Tripterodendron    | Radlk.         |              | IPNI  |
| Tristira           | Radlk.         |              | IPNI  |
| Tristiropsis       | Radlk.         |              | IPNI  |
| Tsingya            | Capuron        |              | IPNI  |

## U
| Vetenskapligt namn | Auktor | Svenskt namn | Källa |
| ------------------ | ------ | ------------ | ----- |
| Ungnadia           | Endl.  |              | ITIS  |
| Urvillea           | Kunth  |              | ITIS  |

## V
| Vetenskapligt namn | Auktor | Svenskt namn | Källa |
| ------------------ | ------ | ------------ | ----- |
| Vouarana           | Aubl.  |              | IPNI  |

## X
| Vetenskapligt namn | Auktor | Svenskt namn            | Källa |
| ------------------ | ------ | ----------------------- | ----- |
| Xanthoceras        | Bunge  | blomsterkastanjesläktet | IPNI  |
| Xeropspermum       | Blume  |                         | IPNI  |

## Z
| Vetenskapligt namn | Auktor | Svenskt namn | Källa |
| ------------------ | ------ | ------------ | ----- |
| Zanha              | Hiern  |              | IPNI  |
| Zollingeria        | Kurz   |              | IPNI  |

## Auktorkällor
- IPNI - International Plant Names Index
- ITIS - Integrated Taxonomic Information System
- NRM - Naturhistoriska riksmuseets checklista
- SKUD - Svensk kulturväxtdatabas